# Rudolf-Christoph von Gersdorff

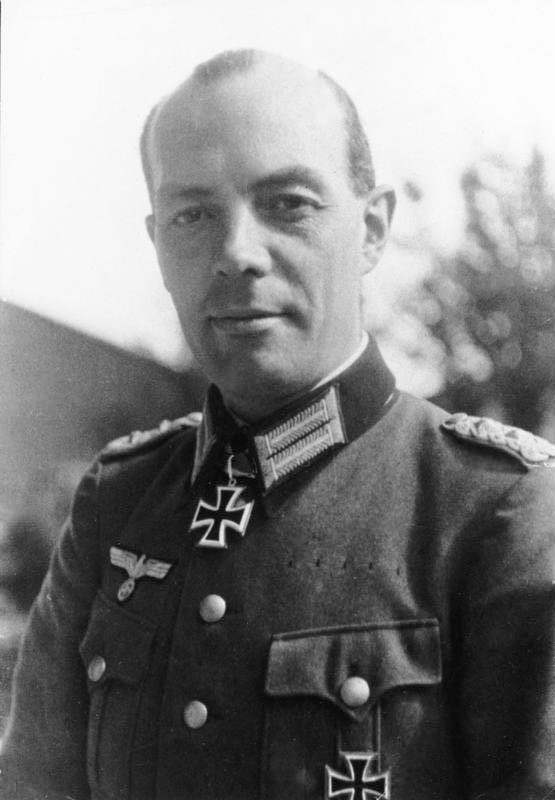
Rudolf-Christoph Freiherr von Gersdorff (1944)

Rudolf-Christoph Heinrich Viktor Hermann Carl Gero Freiherr von Gersdorff (* 27. März 1905 in Lüben, Niederschlesien; † 27. Januar 1980 in München) war ein deutscher Generalmajor und Mitglied des militärischen Widerstands gegen Adolf Hitler und den Nationalsozialismus. Er war der Gründungspräsident der Johanniter-Unfall-Hilfe.

## Leben

### Familien
Rudolf-Christoph Freiherr von Gersdorff entstammte der uradeligen Familie Gersdorff und war der zweite Sohn des preußischen Rittmeisters und späteren Generalmajors Ernst von Gersdorff (1864–1926) und dessen Ehefrau Christine, geborene Gräfin und Burggräfin zu Dohna-Schlodien (1880–1944). Er heiratete 1934 Renata Kracker von Schwartzenfeld (1913–1942), eine Miterbin der schlesischen Industriellendynastie von Kramsta. Aus der Ehe ging die Tochter Eleonore hervor. Nach dem Tod seiner Frau heiratete er 1953 Maria Eva Alexandra Brigitte Hertha (1925–1986), eine Tochter des Generals Siegfried von Waldenburg und Nachfahrin des Prinzen August von Preußen. Diese Ehe blieb kinderlos und wurde 1956 geschieden.

### Militärkarriere
Gersdorff besuchte bis zu seinem Abitur Schulen in Lüben und trat 1923 als Offizieranwärter in die Reichswehr ein. Er erhielt seine grundlegende militärische Ausbildung in Breslau in der Kleinburger Kaserne, wo seine Vorfahren seit Generationen im 1. Schlesischen Leibkürassierregiment „Großer Kurfürst“ gedient hatten. Er wurde 1926 zum Leutnant und 1938 zum Rittmeister befördert. In den Jahren 1938 bis 1939 war er an die Kriegsakademie in Berlin kommandiert, um dort die Ausbildung zum Generalstabsoffizier zu erhalten.

#### Zweiter Weltkrieg
Beim Überfall auf Polen war Gersdorff Dritter Generalstabsoffizier (Ic) der 14. Armee. Mit dieser, mittlerweile umbenannt in 12. Armee, wurde er nach Abschluss des Polen-Feldzuges an die deutsche Westgrenze verlegt. Nach der Zwischenstation beim XII. Armeekorps wurde Gersdorff zum Oberkommando des Heeres (OKH) abkommandiert. Während des Westfeldzugs leitete er als Ia die Führungsabteilung der 86. Infanterie-Division, die als Teil der 12. Armee an dem Vorstoß durch die Ardennen beteiligt war.
Unmittelbar vor dem Unternehmen Barbarossa, dem Überfall auf die Sowjetunion, wurde er im Mai 1941 zur Heeresgruppe B, ab 22. Juni 1941 umbenannt in Heeresgruppe Mitte, versetzt. Dort war er als Verbindungsoffizier der Abwehr Ic und leitete die militärische Aufklärung. Ziel dieser Versetzung war vor allem, ihm den Zugang zum Verschwörerkreis um Henning von Tresckow zu verschaffen.
Im August 1942 erfuhr Freiherr von Gersdorff erstmals von Massengräbern von über 4000 polnischen Offizieren, Fähnrichen und Beamten, die von Einheiten des NKWD in einem Wald unweit des russischen Dorfes Katyn 1940 ermordet worden waren (siehe Massaker von Katyn). Gersdorff führte im Frühling 1943 die Dienstaufsicht über die Exhumierungen. Er betreute damals auch ausländische Beobachter, die auf Anweisung des Propagandaministers Joseph Goebbels nach Katyn zur Besichtigung gebracht wurden. Dazu gehörten eine internationale Ärztekommission, Journalisten und Schriftsteller sowie polnische, amerikanische und britische kriegsgefangene Offiziere.
Am 1. Februar 1944 trat Gersdorff seinen Dienst als Generalstabschef des LXXXII. Armeekorps an, dessen drei Infanteriedivisionen eine an der französischen Nordküste erwartete alliierte Landung abwehren sollten. Am 28. Juli 1944 wurde er Generalstabschef der 7. Armee, die kurz darauf im Kessel von Falaise eingeschlossen wurde. Für die Planung des erfolgreichen Ausbruchs der Armee erhielt er am 26. August 1944 das Ritterkreuz des Eisernen Kreuzes. Er blieb – im März 1945 noch zum Generalmajor befördert – bis zur deutschen Kapitulation bei der 7. Armee.
Sechs Wochen vor Kriegsende vereitelte er durch schnelles Handeln den versuchten amerikanischen Panzerraid nach Hammelburg, was zur vollständigen Vernichtung der etwa bataillonsstarken amerikanischen Eingreiftruppe führte.

#### Mitglied des militärischen Widerstands gegen den Nationalsozialismus
Kurz nach dem gescheiterten Versuch des Obersten im Generalstab Henning von Tresckow und dessen Vetters Fabian von Schlabrendorff, Hitler am 13. März 1943 durch eine in Smolensk in sein Flugzeug geschmuggelte Bombe zu töten, erklärte sich Gersdorff bereit, ein Selbstmordattentat auf Hitler zu verüben.
Am 21. März 1943 eröffnete Hitler zum Heldengedenktag eine Ausstellung sowjetischer Beutewaffen im Berliner Zeughaus. Gersdorff war als Experte abkommandiert, die Ausstellung zu erläutern. Er wollte beim Rundgang Hitler und die anwesende Führungsspitze, darunter Hermann Göring, Heinrich Himmler, Wilhelm Keitel und Karl Dönitz, mit britischem Sprengstoff, den er in den Manteltaschen trug, in die Luft sprengen und dabei sein Leben opfern. Nachdem Gersdorff den Säurezünder bereits aktiviert hatte, hastete Hitler durch die Ausstellung, ohne vor Ausstellungsstücken innezuhalten, und verließ das Gebäude schon nach zwei Minuten, während der Zünder eine Mindestzeit von 10 Minuten hatte. Gersdorff konnte den Zünder auf einer Toilette des Zeughauses gerade noch rechtzeitig entschärfen. Nach der gescheiterten Aktion wurde er unmittelbar an die Ostfront zurückbeordert.
1944 verwahrte Gersdorff Sprengstoff und Zünder für das Attentat vom 20. Juli 1944, die sein Mitverschwörer, der Generalstabsoberst Wessel Freytag von Loringhoven, zuvor unbemerkt aus Beständen der Abwehr besorgt hatte. Die Verschwiegenheit seiner inhaftierten Kameraden – oft unter Folter – rettete ihn vor Verhaftung und Hinrichtung. So überlebte er als einer von wenigen Angehörigen der Wehrmacht im aktiven Widerstand gegen die nationalsozialistische Diktatur die NS-Herrschaft.

### Nach dem Zweiten Weltkrieg
In amerikanischer Kriegsgefangenschaft war Gersdorff in einer privilegierten Lage: Er gehörte einer Gruppe hoher Offiziere der Wehrmacht an, die amerikanischen Militärhistorikern beim Verfassen einer Geschichte des Zweiten Weltkriegs zur Hand gehen sollte. Diese Gruppe war erst in Saint-Germain-en-Laye bei Paris, dann im Camp King im hessischen Oberursel interniert.
Fabian von Schlabrendorff, der in den Kulissen des ersten Nürnberger Prozesses im Herbst 1945 Berater der amerikanischen Delegation war, empfahl Gersdorff als Zeugen für den von sowjetischer Seite vorgebrachten Anklagepunkt Katyn. Gersdorff verfasste daraufhin einen Bericht über seine Erkenntnisse von 1943. Doch kam weder dieser Bericht in Nürnberg zur Sprache, noch wurde von Gersdorff als Zeuge geladen. Die Existenz des Berichtes wurde verschwiegen, er wurde erst 2012 in englischer Übersetzung im amerikanischen Nationalarchiv entdeckt. Die Untersuchungskommission des US-Kongresses zum Massaker von Katyn (Madden-Kommission), die 1952 zur Befragung deutscher Zeugen nach Frankfurt kam, vernahm ihn hingegen.
Nach dem Beschluss des Bundestages über die Wiederbewaffnung scheiterten alle Versuche des Freiherrn von Gersdorff, in die Bundeswehr aufgenommen zu werden. In seinen Memoiren machte er dafür den Staatssekretär Hans Globke und jene Kreise ehemaliger Offiziere der Wehrmacht verantwortlich, die keinen „Verräter“ in der Bundeswehr dulden wollten.
Rudolf-Christoph Freiherr von Gersdorff widmete sich, seit 1967 durch einen Reitunfall querschnittsgelähmt, der Wohltätigkeit im Johanniterorden, dessen Ehrenkommendator er war. Er war Gründungspräsident der Johanniter-Unfall-Hilfe (Vorstandsvorsitz 1952–1963).
1979 wurde ihm wegen seiner außerordentlichen Verdienste das Große Bundesverdienstkreuz verliehen.

## Nachleben

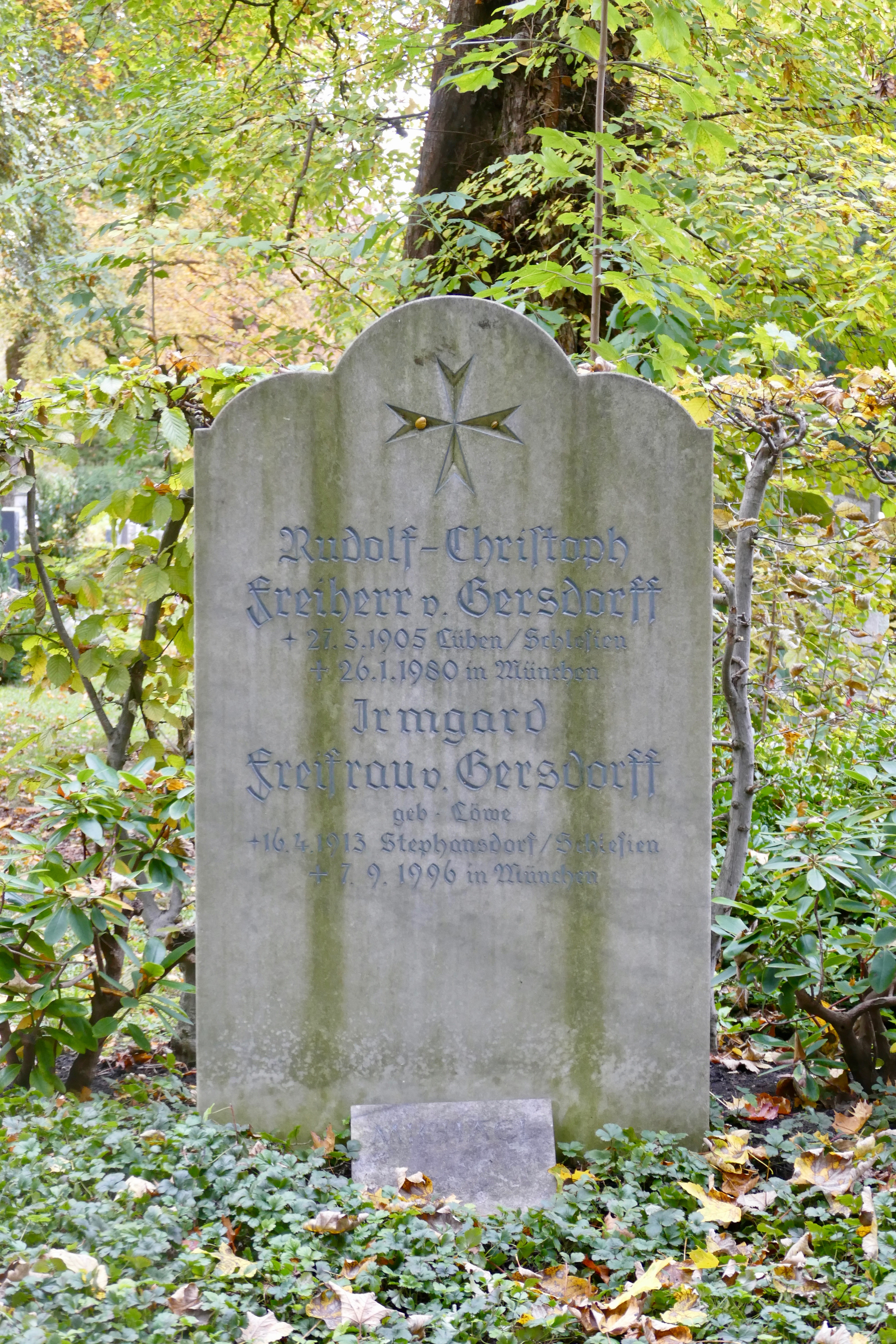
Grab von Rudolf-Christoph von Gersdorff

Sein Grab befindet sich auf dem Münchner Ostfriedhof (Grabstelle 152-1-12a). Nach ihm wurde die Generalmajor-Freiherr-von-Gersdorff-Kaserne in Euskirchen benannt.

## Schriften
- Soldat im Untergang. Ullstein, Frankfurt am Main / Berlin / Wien 1977, ISBN 3-550-07349-6.

## Filmische Darstellung
2004 wurde Gersdorff in dem Dokumentarspielfilm Die Stunde der Offiziere von Klaus J. Behrendt verkörpert.